# Novo Selo (Selca)
Novo Selo falu Horvátországban, Split-Dalmácia megyében, Brač szigetén. Közigazgatásilag Selcához tartozik.

## Fekvése
Splittől légvonalban 39 km-re délkeletre, a sumartini kompkikötőtől légvonalban 3, közúton 4 km-re északnyugatra, községközpontjától 2 km-re északra Brač szigetének keleti részén fekszik. A település a Glavica nevű magaslat napos oldalán épült közel ahhoz a Lokvica nevű tóhoz, melyet már a 13. században is említenek és fontos szerepet játszott a fejlődésében. Itt található a sziget keleti részének legnagyobb kiterjedésű mezeje a Vejak is. Főbb településrészei Pod Selo, Nad Selo, Pijaca, Oklad, Vejalca és Lokvica. Itt halad át a Selcát Povljával összekötő út.

## Története
Területén már az ókorban éltek emberek. A közelében található Gračišće nevű magaslaton történelem előtti erődítmény maradványai találhatók. Alatta a termékeny Vejak-mezőn ma még feltáratlan ókori mezei kőépítmények találhatók, melyek valószínűleg mezőgazdasági célokat szolgáltak. Itt állt egykor Podgradišće település, melyet 1405-ben említenek először és a 16. században egy pestisjárvány tett néptelenné.
A mai települést 1574 körül a velencei hatóságok engedélyével mintegy negyven poljicai uszkók család („uscochi da Polaca”) alapította. Valószínűleg ide települtek át a környék járványok következtében elpusztult falvainak maradék lakói is. Ezzel függhet össze a neve is mely új falut jelent és amelyet a közeli elpusztult régi Podgradišćéval összefüggésben kapott. Plébániáját 1714-ben alapították, 1849-ben beolvadt a selcai plébániába, de 1907-ben újra önálló lett. 1760-ban 160 lakos élt itt. A velencei uralomnak 1797-ben vége szakadt és osztrák csapatok vonultak be Dalmáciába. 1806-ban a sziget az osztrákokat legyőző franciák uralma alá került, de Napóleon lipcsei veresége után újra az osztrákoké lett. 1918-ban az új szerb-horvát-szlovén állam, majd később Jugoszlávia része lett. A háború után a szocialista Jugoszláviához tartozott. A település 1991 óta a független Horvátország része. 2011-ben 152 lakosa volt.

## Népesség
| Lakosság változása | Lakosság változása | Lakosság változása | Lakosság változása | Lakosság változása | Lakosság változása | Lakosság változása | Lakosság változása | Lakosság változása | Lakosság változása | Lakosság változása | Lakosság változása | Lakosság változása | Lakosság változása | Lakosság változása | Lakosság változása |
| ------------------ | ------------------ | ------------------ | ------------------ | ------------------ | ------------------ | ------------------ | ------------------ | ------------------ | ------------------ | ------------------ | ------------------ | ------------------ | ------------------ | ------------------ | ------------------ |
| 1857               | 1869               | 1880               | 1890               | 1900               | 1910               | 1921               | 1931               | 1948               | 1953               | 1961               | 1971               | 1981               | 1991               | 2001               | 2011               |
| 183                | 209                | 246                | 374                | 451                | 459                | 0                  | 283                | 295                | 304                | 290                | 251                | 206                | 205                | 179                | 152                |

(1921-ben lakosságát Selcához számították.)

## Nevezetességei
- Az Angyali üdvözlet tiszteletére szentelt plébániatemploma, melynek Remete Szent Antal is a védőszentje a 18. század közepén épült. Többször átépítették, mai neoromán homlokzata 1894-ben készült. Oltárképe hazai mester munkája. Remete Szent Antal faszobra 1855-ben, Szűz Mária szobra 1844-ben készült. Berendezéséből még a Szent Józsefet a gyermek Jézussal ábrázoló barokk képet érdemes megemlíteni.
- A temetőkápolna 1903-ba épült, Szent Miklós tiszteletére van szentelve.
- A falu egykori bejáratánál 1876-ban készített kőkereszt áll.
- A közelében található Gračišće nevű magaslaton történelem előtti erődítmény maradványai találhatók. Alatta a termékeny Vejak-mezőn ma még feltáratlan ókori mezei kőépítmények találhatók.
- A J. Bezmalinović és A. Skrapac birtokán végzett régészeti feltárások alapján megállapítható, hogy római gazdasági épületek álltak itt, ezek közelében pedig kút, valamint sírok, köztük gazdagon díszített szarkofágok kerültek elő. Két szarkofágot kereszt és keresztény szimbólumok díszítettek. A hely az erdők pogány istenének Silvanusnak a szent helye volt, ahol neki szentelt oltárokat állítottak. A közelben egy boltozatos épület is állt, ahol az olajpréseléshez használt hatalmas őrlőköveket találtak. Mindezektől elkülönülten mozaik töredékek, tetőcserép darabjai és néhány ókori kerámia is került elő.[4]

## Híres emberek
Itt élt és alkotott Frane Antonijević naiv szobrászművész.